# Fritz Kaufmann
Pour les articles homonymes, voir Kaufmann.
Fritz Kaufmann est un ancien sauteur à ski et spécialiste suisse du combiné nordique né le 15 avril 1905 à Grindelwald et mort en janvier 1941. Il prit part aux Jeux olympiques d'hiver de 1932 et à plusieurs championnats du monde. Il remporta notamment la médaille d'argent aux championnats du monde de 1931 à Oberhof.

## Biographie

### Montée en puissance
Fritz Kaufmann commença le ski dès l'enfance et se fit remarquer en saut pour son style limpide. Il obtint la troisième place au saut à ski lors des Grandes courses de ski de Suisse en 1925 à Engelberg, alors qu'il débutait dans la catégorie des Senior I. Kaufmann devint le meilleur sauteur à ski de Suisse, et remporta en 1929 et 1930 le saut à ski lors des Grosse Skirennen der Schweiz, ancêtre du championnat suisse de ski, à Arosa et Engelberg,. Le premier titre officiel de champion suisse de saut à ski ne fut cependant décerné qu'en 1934.
En février 1930, Kaufmann participa pour la première fois aux championnats du monde de ski nordique, à Oslo. Classé vingt-deuxième, il fut le meilleur Suisse derrière une cohorte de Norvégiens et de Suédois,. En décembre de la même année il établit un nouveau record de 52 mètres sur le tremplin de Mettenberg, à Grindelwald. Il remporta dans les mois qui suivirent plusieurs victoires à Davos, Mürren, Gstaad, Zermatt, Wengen ou à Oberschönau en Thuringe. Sa carrière culmina en 1931 aux championnats du monde de ski nordique à Oberhof, lorsqu'il remporta la médaille d'argent avec des sauts de 57 et 56 mètres, derrière le Norvégien Birger Ruud. En combiné nordique, il était classé 55e après la course, et n'obtint que la 33e place au saut, malgré un premier saut à 60 mètres, meilleure performance du jour qui ne fut cependant pas validé. Il termina au 23e rang du classement final du combiné nordique,.
À l'hiver 1931-1932 Kaufmann s'imposa entre autres à Andermatt, Davos et Zermatt. Il remporta également les Silvesterspringen sur le tremplin de Mettenberg. En février 1932 Kaufmann prit part aux Jeux Olympiques d'hiver de Lake Placid, aux côtés de Cesare Chiogna et de Fritz Steuri (de), alors professeur de ski aux États-Unis. Kaufmann et Chiogna concoururent d'abord en combiné nordique, afin de mieux se préparer au saut à ski. Kaufmann gagna l'épreuve de saut du combiné, obtint la 32e place à la course pour finir classé 23e au total. Dans la compétition de saut à ski, Kaufmann finit 6e avec des sauts de 63,5 et 65,5 mètres,.

### Blessures et fin de carrière
Blessé à l'entraînement à Kitzbühel, il ne participa pas aux championnats du monde de 1933 à Innsbruck quelques jours plus tard. En 1934 Kaufmann s'imposa en saut à Adelboden et Wengen, mais ne termina que 28e du saut à ski lors des championnats du monde de 1934, à Sollefteå. En janvier 1935 Kaufmann gagna deux compétitions de saut à Grindelwald et sur le tremplin de Lötschberg à Kandersteg. De nouveau il ne put participer aux championnats du monde de février 1935, après une chute à l'entraînement dans les Hautes Tatras qui provoqua des blessures à l'épaule et aux chevilles. En juillet 1935 Kaufmann remporta pour la deuxième fois, après 1931, les courses estivales de ski du Jungfraujoch.
En janvier et février 1936 Kaufmann s'imposa à Adelboden, Montana, Grindelwald et Saint-Moritz. À Gstaad il devint la même année champion de l'Oberland bernois, puis il se classa deuxième en 1936 et 1937 sur l'Olympiaschanze de Saint-Moritz, et premier à l'été 1937 au Jungfraujoch et en fin d'année aux Sauts de fin d'année à Grindelwald,. Il ne fut pas sélectionné dans l'équipe suisse pour les Jeux olympiques d'hiver de 1936 ni pour les championnats du monde de 1937.
C'est en 1938 qu'il fit sa dernière grande apparition internationale, lors des championnats du monde de ski nordique de Lahti. Mais il chuta à son premier passage, et dut abandonner, ses skis étant brisés. Deux semaines plus tard Kaufmann remporta à Wengen les championnats suisses de ski dans la catégorie Aînés I, et en décembre 1938 il s'imposa de nouveau à l'Olympiaschanze de Saint-Moritz. Début 1939 Kaufmann gagna à Arosa, Saint-Moritz, Adelboden, Engelberg et Grindelwald,. Le 19 février 1939 il accomplit à la suite des championnats de ski des Grisons, à Pontresina, un double saut avec son cousin Christian Kaufmann qui se conclut par une grave sortie de piste. Fritz Kaufmann se fractura la mâchoire supérieure et plusieurs côtes, Christian le poignet, et les deux eurent une commotion cérébrale. Tous deux se rétablirent cependant rapidement, et participèrent de nouveau à des compétitions. En 1939 et 1940 Fritz Kaufmann se classa deuxième sur la Mettenbergschanze à Grindelwald, aux Altjahrspringen.
Kaufmann se suicida en janvier 1941.

## Palmarès

### Jeux olympiques
| Épreuve / Édition | Lake Placid 1932 |
| Saut à ski        | 6e               |
| Combiné nordique  | 23e              |

### Championnats du monde
| Épreuve / Édition | Oberhof 1931 |
| Saut à ski        | Argent       |